# Academia de Cine de Andalucía
La Academia de Cine de Andalucía es una asociación sin ánimo de lucro dedicada a promover la industria del cine de Andalucía. Es la entidad organizadora de los Premios Carmen del Cine Andaluz.

## Historia
La Academia fue fundada el 5 de marzo de 2020. Desde su creación contó con apoyos destacados e integró a personas dedicadas a los distintos gremios profesionales relacionados con la creación cinematográfica y audiovisual andaluza. Nació para impulsar y promocionar el cine andaluz, defender a sus creadores y técnicos, y ser un observatorio de la situación de la industria y del propio cine andaluz. Su presentación pública se realizó en el 23.er Festival de Málaga de Cine Español. Desde marzo de 2020 la Academia estuvo regida por una junta directiva fundacional. En 2022 se celebraron las primeras elecciones para elegir la junta directiva. Revalidó su cargo la presidenta fundacional, Marta Velasco.

## Fines
La Academia establece entre sus objetivos “cohesionar e impulsar el sector cinematográfico de Andalucía, promocionar y difundir el cine andaluz, distinguir su excelencia creativa, estudiar y apoyar la trayectoria de nuestros y nuestras cineastas y el recorrido histórico y de futuro de nuestra cinematografía”.

## Apoyos
La Academia de Cine de Andalucía fue respaldada durante su proceso de creación por numerosas personalidades vinculadas al cine andaluz. Entre ellas, algunas muy conocidas en la escena cultural española e internacional:
- Las actrices Ana Fernández, Belén Cuesta, Belén López, Carmina Barrios, Kity Mánver, Macarena Gómez, Maggie Civantos, María Barranco, María León, Natalia de Molina, Paz Vega, Petra Martínez, Verónica Sánchez y Ruth Gabriel.
- Valores emergentes como Aixa Villagrán, Ingrid García-Jonsson, Jesús Carroza y Salva Reina.
- Los actores Álex O’Dogherty, Antonio Dechent, Fernando Tejero, Fran Perea, José Luis García Pérez, Juan Diego, Julián Villagrán, Paco León, Paco Tous, Pedro Casablanc y Pepón Nieto.
- El compositor de bandas sonoras Julio de la Rosa.
- Los directores de cine Alberto Rodríguez, Benito Zambrano, Chus Gutiérrez, Josefina Molina, Manuel Martín Cuenca, Paco R. Baños y Pilar Távora.
- Las productoras Marta Velasco, Manuela Ocón y Laura Hojman.

Además cuenta con el apoyo de las instituciones públicas de Andalucía como la Junta de Andalucía, la Diputación de Almería y el Ayuntamiento de Málaga.

## Directiva
En 2022 fue elegida por unanimidad la Junta Directiva de la Academia de Cine de Andalucía, compuesta por Marta Velasco (Presidencia), Belén Cuesta (Vicepresidencia 1.ª), Enrique Iznaola (Vicepresidencia 2.ª), Juan Antonio Vigar (Secretario) y Yolexsy González (Tesorera).
Además, son vocales Manuela Ocón (Producción), Alberto Rodríguez y Benito Zambrano (Dirección y Guion), Mercedes Hoyos (Interpretación), Yolanda Piña (Arte), Pablo Cervantes (Música), Jorge Marín (Sonido/Fotografía), José García Moyano (Postproducción), Piluca Querol (Académicos/as asociados/as), Álvaro Ariza, Macarena Astorga, Antonio Hens, Irene Hens, Antonio Pérez y Manuel Sicilia.

## Premios Carmen
Los Premios Carmen del Cine Andaluz fueron creados en 2021 para reconocer y destacar el talento de los profesionales en cada una de las distintas especialidades del cine andaluz. Son galardonadas 25 categorías. Destaca el Premio Carmen de Honor, que reconoció a Antonio Banderas en la primera edición celebrada en 2022 y a María Galiana en la segunda entregada en 2023.